# Prankenstein
Prankenstein war eine deutsche Fernsehsendung, die auf ProSieben ausgestrahlt wurde und in der es darum ging, jemandem Streiche (englisch: Pranks) zu spielen. Die letzte Folge der Sendung erschien am 25. August 2016. Das Team bestand aus Lena Gercke, Gewinnerin von Germany’s Next Topmodel, Schauspieler Antoin Monot, Schauspieler und Musiker Daniel Wiemer, sowie dem Fernsehmoderator Jan Stremmel.

## Konzept
In der Sendung wurden Personen Streiche gespielt. Eine versteckte Kamera filmte dabei die Reaktion der Betroffenen. Hereingelegt wurden sowohl normale Bürger als auch Prominente. Das Konzept der Sendung orientierte sich an vergleichbaren Sendungen wie Verstehen Sie Spaß? und Prank-Videos auf YouTube.

## Produktion und Ausstrahlung
Die Sendung wurde in den Jahren 2015 und 2016 produziert. 2015 wurde eine Pilotfolge ausgestrahlt, die mit 1,24 Mio. insgesamt (5,6 %) und 0,86 Mio. der 14- bis 49-jährigen Zuschauer (12,3 % Marktanteil) nur eine mittelmäßige Einschaltquote hatte. 2016 wurden vier weitere Folgen ausgestrahlt. Danach wurde die Sendung eingestellt. Bereits zuvor hatte sie mit niedrigen Einschaltquoten zu kämpfen. Die vier Folgen erreichten im Durchschnitt 1,06 Millionen Zuschauer und waren damit mit 3,4 Prozent Marktanteil unter dem Durchschnitt. Auch die junge Zielgruppe mit einer durchschnittlichen Einschaltquote von 0,87 Millionen Zuschauern statt durchschnittlich fast 3 Millionen wurde nicht wie geplant erreicht. Die erste Folge wurde am 22. August 2015 auf ProSieben ausgestrahlt.

## Kritik
Sowohl das Konzept der Sendung als auch die Streiche wurden von den Medien häufig als einfallslos und als Kopie vergleichbarer Formate beschrieben. Zudem seien die Inhalte künstlich aufgebläht. Besonders wurde die Position und Rolle von Lena Gercke kritisiert.